# Тетум
Тетум (тетун) — австронезийский язык тетумов, государственный язык и один из двух официальных языков Восточного Тимора. На некоторые диалекты тетума оказал значительное влияние португальский язык — второй официальный язык страны. Особенно это влияние заметно в области лексики и некоторых аспектах грамматики.

## О названии
Написание «tetum» с -m восходит к португальской орфографии, так как в самом тетум это слово пишется через -n. Из-за этого некоторые считают вариант тетун более подходящей формой. «Тетун» используется некоторыми носителями языка (в том числе Жозе Рамуш-Орта и Карлуш Фелипе Шименеш Белу) и совпадает с индонезийским написанием. Однако написание с «м» имеет более долгую традицию.

## Лингвогеография / Современное положение

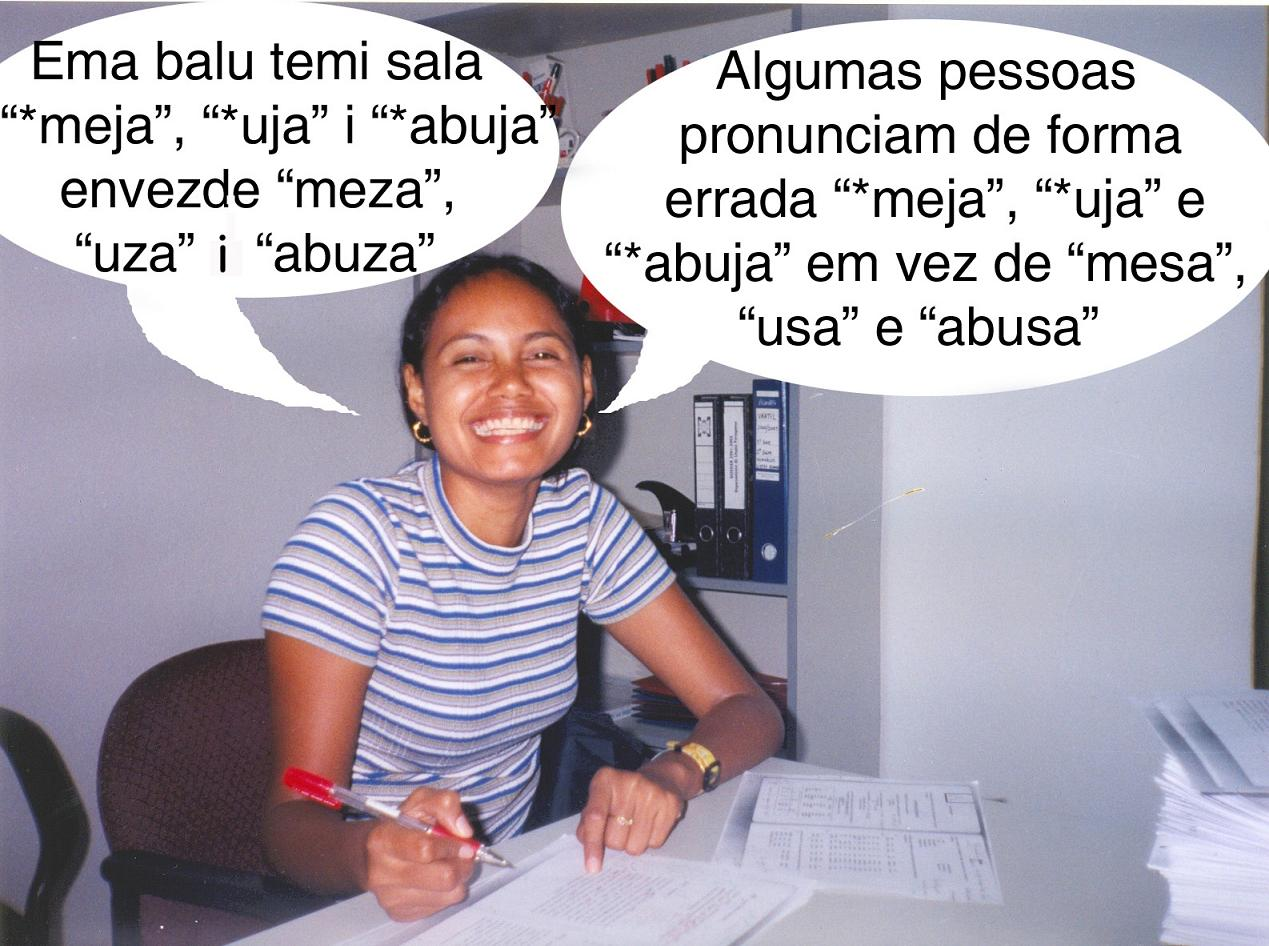
Тетум (слева) и португальский (справа). Из учебника португальского языка для говорящих на тетуме.

### Диалекты
Тетум распадается на четыре диалекта:
- Тетун-дили или тетун-праса (дословно «городской тетум» — на нём говорят в столице страны Дили и окрестностях, в северной части страны.
- Тетун-терик — распространён на юге и в юго-западных прибрежных регионах.
- Тетун-белу или белунский диалект, распространён в центральном поясе острова от пролива Омбаи до Тиморского моря и разделён между Восточным и Западным Тимором (в Западном Тиморе рассматривается как bahasa daerah («региональный язык»), не имеющий официального статуса в Индонезии).
- Диалект нана’эк — в деревне Метинаро, расположенной на прибрежной дороге между Дили и Манатуту.

Тетун-белу и тетун-терик хорошо понятны только в пределах своих ареалов. Тетун-праса является диалектом, на котором говорят по всему Восточному Тимору. Хотя португальский язык до 1975 года был официальным языком Португальского Тимора, тетун-праса всегда превалировал в качестве лингва-франка в восточной части острова.

## Орфография
Тетум не имел официального статуса и поддержки ни при португальском, ни при индонезийском правлении, поэтому стандартизированная орфография была установлена Национальным Институтом Лингвистики лишь недавно. Несмотря на существование стандартной орфографии, всё ещё широко распространены колебания в написании. Примером может быть слово bainhira («когда»), которое может писаться как bain-hira, wainhira, waihira и uaihira. Колебания между «w» и «u» отражают произношение в некоторых деревенских диалектах тетун-терик.
Современная орфография берёт своё начало в реформе правописания, предпринятой в 1974 году Революционным фронтом за независимость Восточного Тимора (ФРЕТИЛИН), в рамках кампании по пропаганде грамотности, а также в системе, использовавшейся католической церковью после принятия тетума в качестве языка литургии во времена индонезийской оккупации. Эти реформы включали транскрипцию многих португальских слов, которые ранее использовались в оригинальном написании, например educação → edukasaun «образование», и colonialismo → kolonializmu «колониализм».
Более поздние реформы Национального Института Лингвистики включают замещение диграфов «nh» и «lh» (заимствованных из португальского, где они соответствуют фонемам /ɲ/ и /ʎ/), соответственно, написаниями «ñ» и «ll» (как в испанском), чтобы избежать путаницы с сочетаниями согласных /nh/ и /lh/, которые также существуют в тетум. Поэтому senhor «господин» было заменено на señór, а trabalhador «рабочий» — traballadór. Некоторые лингвисты поддерживают использование для этих звуков сочетаний «ny» (как в каталонском и филиппинском) и «ly», однако эти варианты были отброшены из-за сходства с индонезийской орфографией. При этом большинство носителей языка фактически произносит ñ и ll как [i̯n] и [i̯l], а не как палатальные согласные (как в португальском и испанском). Таким образом, после гласного образуется дифтонг, а после /i/ [i̯] совсем выпадает. Поэтому señór, traballadór произносятся [sei̯ˈnoɾ], [tɾabai̯laˈdoɾ], а liña, kartilla произносятся как [ˈlina], [kaɾˈtila]. В результате некоторые писатели используют сочетания «in» и «il», например Juinu и Juilu («июнь» и «июль») (Junho и Julho в португальском).
Наряду с вариативностью транскрипции португальских заимствований существуют колебания в написании исконных слов. Они касаются использования двойных гласных и апострофа для гортанной смычки, например boot → bot «большой» и ki’ik → kiik «маленький».

## История языка
В XV веке, до прибытия португальцев, тетум распространился в качестве пиджина на центральный и восточный Тимор под эгидой белунскоязычного Королевства Вехали, в то время наиболее могущественного государства на острове. Португальцы (присутствовавшие на Тиморе с 1556 года) основали большинство своих поселений на западе, где говорили на языке атони, и только после того как в 1769 году столица была перенесена из Лифау (Окусси) в Дили, португальцы начали продвигать тетум в качестве межрегионального языка своей колонии. Тимор был одной из немногих португальских колоний, где в качестве лингва-франка использовался локальный язык, а не форма португальского. Это произошло из-за того, что португальское правление было косвенным, а не непосредственным. Европейцы правили через местных королей, которые приняли католицизм и стали вассалами короля Португалии.
Когда в 1975 году Индонезия оккупировала Тимор, объявив его 27-й провинцией республики, использование португальского было запрещено, а индонезийский язык был провозглашён единственным официальным языком. Однако Римско-католическая церковь приняла тетум в качестве языка литургии, сделав его основой культурного и национального самосознания. После получения Восточным Тимором независимости в 2002 году, тетум и португальский были провозглашены официальными языками.
Вдобавок к региональным вариантам тетума в Восточном Тиморе существуют вариации лексики и произношения, частично обусловленные португальским и индонезийским вилянием. Тетум, на котором говорят мигранты из Восточного Тимора в Португалии, испытал более сильное влияние португальского, так как многие из них не получили образования по-индонезийски.

## Лингвистическая характеристика

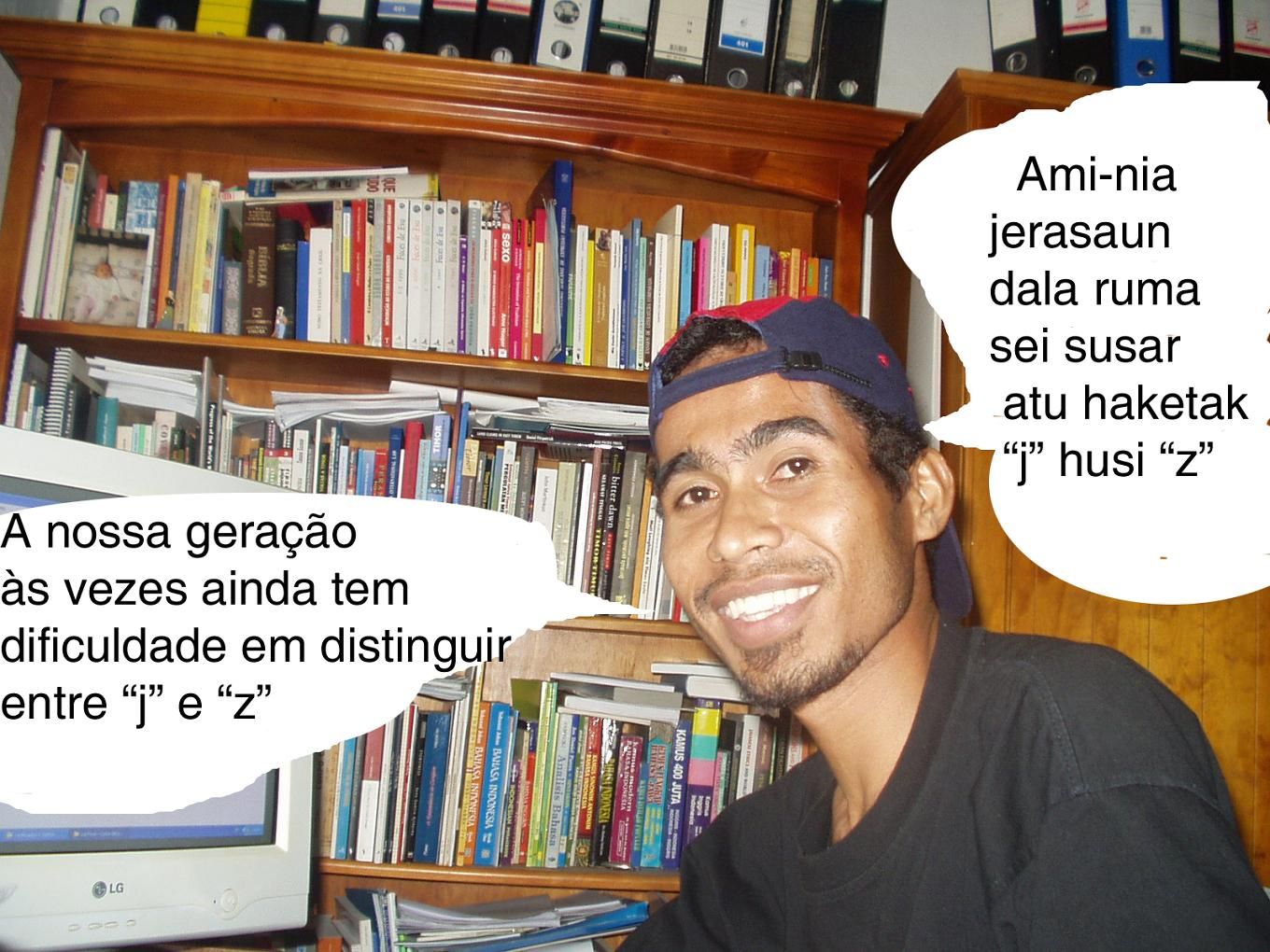
Тетум (справа) и португальский (слева). Из учебника португальского языка для говорящих на тетуме.

### Фонетика и фонология
Звук [z] не является исконным в тетуме, однако встречается во многих заимствованиях из португальского и малайского языков. Раньше этот звук часто переходил в [ʒ] и писался как «j», например meja «стол» из португальского mesa и kemeja «рубашка» из португальского camisa. В современном тетуме [z] и [ʒ] вариативны. Например, слово португальского происхождения ezemplu «пример» произносится некоторыми как [eˈʒemplu] и, наоборот, слово Janeiru «январь» произносится как [zanˈeiru]. Звук [v] также не является исконным в языке и часто переходит в [b], как в serbisu «работа» из португальского serviço.

### Морфология

#### Существительное
Существительные, образованные из глаголов или прилагательных, обычно производятся путём добавления аффиксов, например суффикса -na’in, аналогичного английскому суффиксу «-er».
hakerek — «писать»
hakerek-na’in — «писатель»
В более традиционных формах тетума вместо -na’in. используется циркумфикс ma(k)- -k. Например, существительное «грешник» может быть образовано из слова sala как maksalak или sala-na’in. Префикс ma(k)- используется в случае, если корневое слово оканчивается на согласную, например существительное «повар» может быть произведено из слова te’in как makte’in или как te’in-na’in.
Суффикс -teen (от слова «грязь» или «экскременты») может применяться в прилагательных для образования уничижительных терминов:
bosok — «ложный»
bosok-teen — «лжец»

#### Определённость
В тетуме имеется неопределённый артикль ida («один»), использующийся после существительных:
Labarik ida — ребёнок (вообще).
Определённого артикля нет, хотя указательное местоимение ida-ne’e («именно этот») может быть использовано для выражения определённости:
Labarik ida-ne’e. — Этот ребёнок, определённый ребёнок.
Labarik ida-ne’ebá. — Тот ребёнок, определённый ребёнок.

#### Притяжательный и родительный падежи
Частица nia образует притяжательный падеж:
João nia uma — «Дом Жуана»
Cristina nia livru — «Книга Кристины»
Родительный падеж образуется при помощи nian, например:
povu Timór Lorosa’e nian — «народ Восточного Тимора»

##### Число
Обычно множественное число существительных не обозначается, однако при необходимости множественность может выражаться словом sira «они»:
fetu — «женщина/женщины»
fetu sira — «женщины»
В существительных португальского происхождения сохраняется окончание -(e)s:
Estadus Unidus — «Соединённые Штаты» (из Estados Unidos)
Nasoens Unidas — «Объединённые нации» (из Nações Unidas)

##### Род
В тетуме нет отдельных мужских и женских форм третьего лица единственного числа, поэтому nia (сходное с dia в индонезийском и малайском языках) может означать «он», «она» или «оно».
Разные формы для родов встречаются только в прилагательных португальского происхождения, поэтому obrigadu («спасибо») используется мужчинами, а obrigada — женщинами.
Мужская и женская формы прилагательных, происходящих из португальского языка, иногда используются с португальскими заимствованиями, в особенности носителями языка, получившими португальское образование.
governu demokrátiku — демократическое правительство (из governo democrático, мужской род)
nasaun demokrátika — демократическая нация (из nação democrática, женский род)
В некоторых случаях разные формы рода в португальских заимствованиях имеют различное значение, например:
bonitu — красивый, статный
bonita — милый, прелестный
В исконных словах тетума для различения пола иногда используется суффикс -mane («мужской») и -feto («женский»):
oan-mane — сын
oan-feto — дочь

#### Прилагательные
Чтобы образовать прилагательное из существительного, к нему добавляется частица oan:
malae — «иностранец»
malae-oan — «иностранный»
Таким образом, «тиморский» будет Timor-oan.
Для образования прилагательных из глагола может добавляться суффикс -dór (португальского происхождения):
hateten — «говорить»
hatetendór — «разговорчивый»

##### Превосходная и сравнительная степени
Превосходная степень сравнения прилагательных образуется путём удвоения:
boot (большой) — boboot (огромный)
di’ak (хороший) — didi’ak (очень хороший)
ikus (последний) — ikuikus (самый последний)
moos (чистый) — momoos (безукоризненно чистый)
При образовании сравнительной степени после прилагательных используется слово liu («больше»), после которого идёт duké («чем» из португальского do que):
Maria tuan liu duké Ana — «Мария старше Анны»
Чтобы описать что-то как самое большое или самое маленькое, добавляется hotu («все»):
Maria tuan liu hotu — «Мария самая старшая.»

#### Инклюзивное и эксклюзивное «мы»
Как и другие австронезийские языки, тетум имеет две формы для «мы»: ami (эквивалентна индонезийскому и малайскому kami), которая является эксклюзивной — «я и они», — и ita (эквивалентна индонезийскому и малайскому kita), которая является инклюзивной, например, «ты, я и они».
ami-nia karreta — «наша (семьи) машина»
ita-nia rain — «наша страна»

#### Числительные
- ida — «один»
- rua — «два»
- tolu — «три»
- haat — «четыре»
- lima — «пять»
- neen — «шесть»
- hitu — «семь»
- ualu — «восемь»
- sia — «девять»
- sanulu — «десять»
- ruanulu — «двадцать»

Говорящие на тетуме часто используют вместо собственных числительных индонезийские или португальские, например delapan или oito «восемь» вместо ualu. Особенно это касается чисел больше тысячи.

#### Глагол
Переходные глаголы образуются путём добавления префикса ha- или hak- к существительному или прилагательному:
been «жидкость» → habeen «делать жидким», «плавить»
bulak «сумасшедший» → habulak «свести с ума»
klibur «союз» → haklibur «объединять»
mahon «тень» → hamahon «затенять», «прикрывать»
manas «горячий» → hamanas «нагревать»
Непереходные глаголы образуются добавлением к существительному или прилагательному префикса na- или nak-:
nabeen — «стать жидким, расплавиться»
nabulak — «сойти с ума»
naklibur — «быть объединённым»
namahon — «быть покрытым, затенённым»
namanas — «нагреться»

##### Быть и не быть
Не существует специального глагола для «быть», хотя слово la'ós, которое используется для отрицания, можно перевести как «не быть»:
Timor-oan sira la'ós Indonézia-oan. — «Тиморцы это не индонезийцы.»
Слово maka приблизительно переводится как «который есть» и используется с прилагательным для усиления:
João maka gosta serveja. — «Это тот Жоан, который любит пиво.»

##### Интеррогатив
Интеррогатив образуется при использовании слов ka («или») или ka lae («или нет»).
O bulak ka? — «Ты с ума сошёл?»
O gosta ha’u ka lae? — «Я тебе не нравлюсь?»

##### Времена

###### Прошедшее
Где только возможно, прошедшее время подразумевается в контексте, например:
Horisehik ha’u han etu — «Вчера я ел рис».
Однако оно может выражаться помещением в конце предложения наречия ona («уже»):
Ha’u han etu ona — «Я (уже) съел рис».
Когда ona сочетается с la («нет»), это означает «больше не» или «уже не», а не простое отрицание в прошедшем времени:
Ha’u la han etu ona — «Я больше не ем рис».
Чтобы показать, что действие ещё не произошло, используется слово seidauk («пока нет»):
Ha’u seidauk han etu — «Я (пока) не ел рис».
Когда речь идёт о действии, которое произошло в прошлом, с глаголом используется слово tiha («в конечном счёте»):
Ha’u han tiha etu — «Я ел рис».

###### Будущее
Будущее время образуется добавлением перед глаголом слова sei («будет»)
Ami sei oho fahi. — Мы забьём свинью.

##### Вид глагола

###### Перфект
Перфект образуется при использовании tiha ona.
Ha’u han etu tiha ona — «Я съел рис».
При отрицании tiha ona указывает на прекращение действия:
Ha’u la han etu tiha ona — «Я больше не ел рис».
Чтобы показать, что действие в прошлом не произошло, используется слово ladauk («ещё нет» или «никогда»):
Ha’u ladauk han etu — «Я не ел рис»/«Я не съел рис».

###### Континуатив
Континуатив образуется добавлением после глагола слова hela («оставаться»):
Sira serbisu hela. — Они (все ещё) работают.

###### Императив
Повелительное наклонение образуется добавлением в конце предложения слова ba («иди»), например:
Lee surat ba! — «Прочти письмо!»
Слово lai («только» или «чуть-чуть») также может использоваться для просьбы, а не приказа:
Lee surat lai. — «Просто прочитай письмо.»
Для запрещения действия используются слова labele («нельзя») или keta («не делай»):
Labele fuma iha ne’e! — «Не кури здесь!»
Keta oho sira! — «Не убивай их!»

#### Наречия
Наречия образуются из прилагательных или существительных путём удвоения:
di’ak (хороший) — didi’ak (хорошо)
foun (новый, недавний) — foufoun (недавно)
kalan (ночь) — kalakalan (ночью)
lais (быстрый) — lailais (быстро)
loron (день) — loroloron (ежедневно)